# ルンギ国際空港
ルンギ国際空港（ルンギこくさいくうこう、英語: Lungi International Airport）は、シエラレオネ共和国の首都、フリータウンからシエラレオネ川河口の入り江を渡ったルンギにある国際空港。フリータウン国際空港（英語：Freetown International Airport）とも呼ばれる。

## 歴史
1949年まで、フリータウンの空港はウォータールーにあった。滑走路の沈下と丘陵地帯の近くにあることから、政府は1947年にウォータールーを放棄し、イギリスの王立空軍基地であるルンギをフリータウンの空港にすることを決定した 。1949年6月にウォータールー空港が閉鎖。政府公共事業部の上級建築家だったロビン・ホリデイ・マッカートニー（Robin Halliday Macartney）は、ターミナルビルの草案を提供し、その後空港設計技師のA・E・ピュー（A.E.Pugh）に引き継がれた。計画は大幅に変更され1952年に管制塔の建設が開始された。1955年に完成したターミナルビルは、まもなく拡張の必要性が出て1960年に近代的な国際空港建設が決定された。

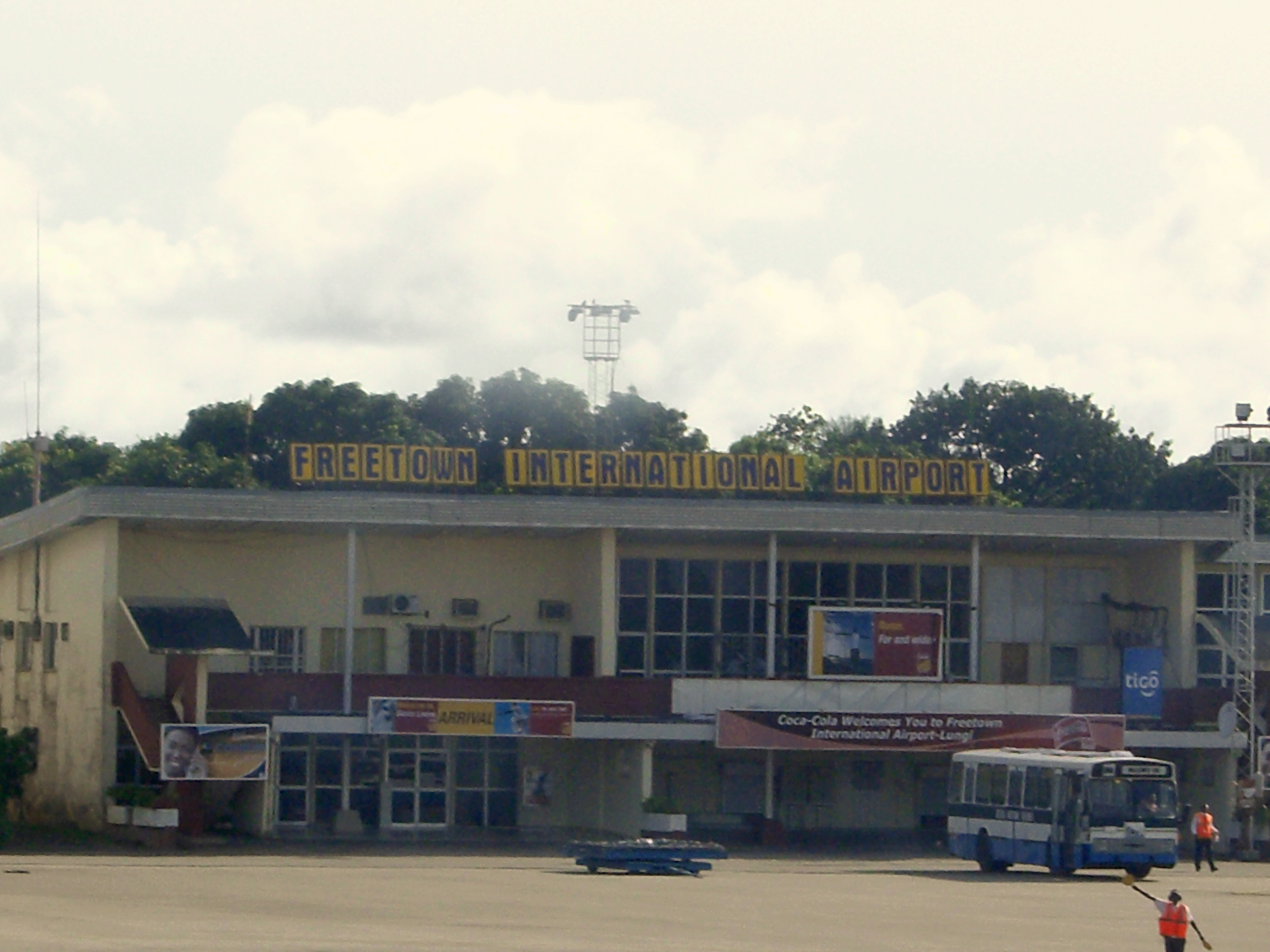
1964年開業の旧ターミナルビル

設計事務所ニクソン＆ボリス（Nickson & Borys）の設計に基づいて新しいターミナルビルが建設され、1964年6月25日に正式に開業した。ターミナルビルは1980年のOAUサミットの際に拡張工事が行われた。
ルンギ国際空港はシエラレオネ空港公団（Sierra Leone Airports Authority）によって運営されている。2012年にはイギリスの安全管理会社ウェストミンスター・グループの空港安全管理サービスと契約している。
フリータウンとのアクセスに難があるため2010年代にマママ国際空港の建設計画が持ち上がり、中国からの融資も決定していたが、4億ドルにもおよぶ建設費が大きな障害となり2018年10月に中止された。現政府の航空大臣は新国際空港建設中止の代わりに、ルンギ国際空港を改装し、空港とフリータウンとのアクセスをより良くするためルンギ橋の建設計画が発表された。
2020年12月に議会の承認を受けて、2億7000万ドルの拡張プロジェクトが開始された。このプロジェクトには、新しい旅客ターミナル、VIPターミナル、滑走路の拡幅などが含まれている。年間の収容能力は100万人を予定しており、同時に8機のワイドボディ機を扱うことができるようになる。新しいターミナルは滑走路の北側、東端に向かって位置している。

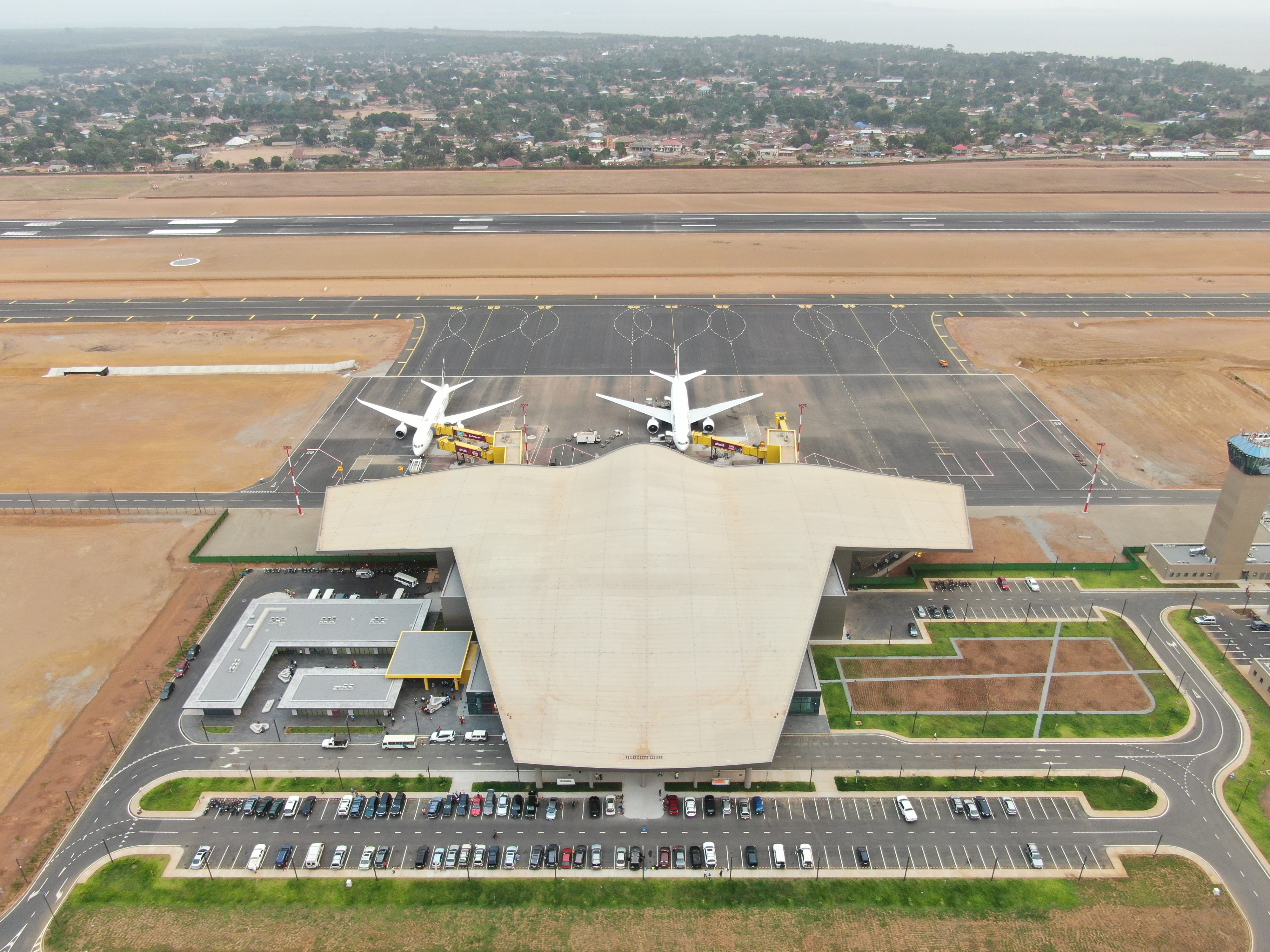
2023年開業の新ターミナルビル

新ターミナルビルは2023年3月に公式的に開業した。

## 就航航空会社と就航都市

### 国際線
| 航空会社                 | 就航地                                                                            |
| ------------------------ | --------------------------------------------------------------------------------- |
| エア・セネガル           | ブレーズ・ジャーニュ国際空港（ダカール）、 バンジュール国際空港（バンジュール）   |
| エアピース               | ムルタラ・モハンマド国際空港（ラゴス）                                            |
| ASKY航空                 | バンジュール国際空港（バンジュール）、コトカ国際空港（アクラ）、ロメ空港（ロメ）  |
| ケニア航空               | ジョモ・ケニヤッタ国際空港（ナイロビ）、コトカ国際空港（アクラ）                  |
| ロイヤル・エア・モロッコ | ムハンマド5世国際空港（カサブランカ）、モンロビア・ロバーツ国際空港（モンロビア） |
| ブリュッセル航空         | ブリュッセル空港（ブリュッセル）、コナクリ国際空港（コナクリ）                    |
| ターキッシュエアラインズ | イスタンブール空港（イスタンブール）、 ワガドゥグー空港（ワガドゥグー）           |

### 国内線
過去、シエラレオネでの国内線は、エア・レオネ、パラマウント航空、シエラレオネ・ナショナル航空、イーグル・エアなどの航空会社が就航していたが、2023年6月現在すべての国内航空会社が運航停止・事業停止しており、国内線の定期運行はない。